# 大观园

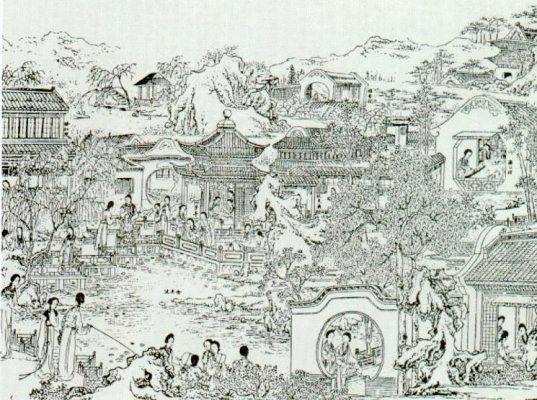
大观园插图，金玉缘，上海，同文，1889。

大观园是小说《红楼梦》中一处虚构的园林，即贾府大花园。贾府位于帝都的西城，由宁国公贾演、荣国公贾源兄弟分置宁、荣二府。两府占据街道北侧地段，宁府在东，荣府在西，两府原以小巷间隔。荣府长女贾元春被选进宫册封为賢德妃后不久，皇帝允许妃嫔回家省亲，两府逐筹划为其建省亲别墅。以宁府会芳园为基础，接入荣府东大院，在两府之间建成大观园。“天上人间诸景备，衔山抱水建来精”，是大文豪曹雪芹所描绘的该园的美妙境界。
如今在中国有多处以大观园的描述为蓝本建造的园林景点。

## 大观园原型
- 原型有多种说法
  - 目前最受认同的说法为天津水西庄
  - 江宁织造署官署，康熙帝南巡时驻地。乾隆时改建为江宁行宫。具体位置有争议，今考古发掘有江宁织造府西花园遗址。
  - 江宁织造隋赫德的私家园林，后为随园，有认为是前任江宁织造曹寅家族的私家园林。建筑已不存，具体位置失考。[3]
  - 北京恭王府。
  - 北京醇亲王府。[4][5]

## 大观园布局
第十七回《大观园试才题对额　贾宝玉机敏动诸宾》通过贾政带领贾宝玉视察大观园，对大观园布局做了一个总体介绍。第四十回《史太君两宴大观园　金鸳鸯三宣牙牌令》通过众人领刘姥姥参观大观园，又对其布局做了介绍。第七十四回《惑奸谗抄拣大观园　矢孤介杜绝宁国府》中有抄拣大观园的路线。
- 第17 回（试才题对额）路径是：正门― 翠嶂山口― 石洞― 沁芳亭― 潇湘馆（有凤来仪）― 稻香村（杏帘在望）― 荼蘼架― 木香棚― 牡丹亭― 芍药圃― 蔷薇院― 芭蕉坞― 花溆（蓼汀花溆）― 盘山道― 折带朱栏板桥― 蘅芜苑（蘅芷清芬）― 省亲牌坊― 正殿― 沁芳闸― 清堂茅舍― 堆石垣― 编花牖― 长廊曲洞― 方厦园亭― 怡红院（怡紅快綠）― 青溪― 大山脚― 平坦宽阔大路― 大门。

- 第40 回（刘姥姥进大观园）路径是：沁芳亭― 潇湘馆― （船）― 秋爽斋― 荇叶褚― （船）― 花溆萝港― 云步石梯― 蘅芜苑-- 缀锦阁。第41 回〔 刘姥姥醉卧怡红院）路径是：缀锦阁― 山下树下― 栊翠庵― 山石上― 省亲牌坊― 厕― 石子路― 怡红院。

- 第74 回（抄拣大观园）路径是：上夜婆子处― 怡红院― 潇湘馆― 探春院（秋爽斋）― 李纨处（稻香村）― 惜春房（蓼风轩）― 迎春房（紫菱洲）。

## 景觀
- 曲径通幽
- 蜂腰桥
- 怡紅院 -- 賈寶玉住所
- 芍药栏（内有红香圃）[6]
- 沁芳亭
- 翠烟桥
- 瀟湘館 -- 林黛玉住所
- 滴翠亭
- 秋爽齋（内有晓翠堂） -- 賈探春住所
- 稻香村 -- 李紈住所
- 蘆雪庵
- 藕香榭
- 荇葉渚
- 蓼風軒（内有暖香塢） -- 賈惜春住所
- 缀锦楼（在紫菱洲） -- 賈迎春住所
- 蓼溆
- 蘅蕪苑 -- 薛寶釵住所
- 大觀樓 -- 大觀園主樓
- 綴錦閣 -- 大觀園東面飛樓，楼上是库房
- 含芳閣 -- 大觀園西面斜樓
- 嘉荫堂
- 凸碧山庄
- 凹晶溪馆
- 沁芳闸
- 沁芳闸桥
- 隴翠庵 --妙玉住所
- 梨香院 --前期薛姨媽薛寶釵住所，後期賈府戲班女子住所
- 《红楼梦》第二十三回：宝钗住了蘅芜院，黛玉住了潇湘馆，迎春住了紫菱洲，探春住了秋爽斋，惜春住了蓼风轩，李纨住了稻香村，宝玉住了怡红院。

## 荣国府
- 荣禧堂
- 梦坡斋，贾政书房
- 西角门，黛玉进荣府入西角门，先到贾母院。

## 宁国府
- 贾氏宗祠
- 会芳园
- 天香楼